# Amador County
Amador County er et amt beliggende i Sierra Nevada, i den centrale del af den amerikanske delstat Californien. Hovedbyen i amtet er Jackson. I år 2010 havde amtet 38.091 indbyggere.

## Historie
Amador County blev skabt af den californiske lovgivende forsamling den 11. maj 1854.
Amtet er opkaldt efter Jose Maria Amador, soldat, rancher og minearbejder, der blev født i 1794 i San Francisco, søn af den spanske sergent Pedro Amador, der bosatte sig i Californien i 1771.

## Geografi
Ifølge United States Census Bureau er Amadors totale areal er 1.566,1 km² hvoraf de 30,4 km² er vand. 

### Grænsende amter
- Calaveras County - syd
- San Joaquin County - sydvest
- Sacramento County - vest
- El Dorado County - nord
- Alpine County - øst

### Byer i Amador
| - Amador City - Ione - Jackson - Plymouth - Sutter Creek |

#### CDP
- Buckhorn
- Buena Vista
- Camanche North Shore
- Camanche Village
- Drytown
- Fiddletown
- Kirkwood
- Martell
- Pine Grove
- Pioneer
- Red Corral
- River Pines
- Volcano